# Eochaid Buide
Eochaid Buide va ser rei dels escots de Dál Riata des del 608 fins al 629 aproximadament.

## Biografia
Arran de la mort en combat de tots els seus germans grans, Eochaid Buide (cabells grocs, és a dir "el ros") va succeir el seu pare Aedan mac Gabráin cap a l'any 608, d'acord amb la profecia de Sant Columba aportada per Adamnà d'Iona.
El 616, Eochaid Buide va donar refugi a la princesa Acha de Deira i als seus fills després que el seu marit Æthelfrith fos assassinat a la batalla del riu Idle, lluitant contra el seu germà, Edwin de Northumbria. Mentre es trobaven a la seva cort, van adoptar el cristianisme. Quan els fills d'Acha van tornar per recuperar el regne amb la batalla de Heavenfield, van portar el cristianisme amb ells. La seva filla Æbbe va establir un doble monestir a Coldingham.
Els cronistes irlandesos assenyalen que durant el seu regnat "Els màrtirs d'Eig, és a dir de Donnan d'Eig, amb 115 màrtirs més, van ser cremats vius (pels pictes?) el 15 de les Calendes de maig del 617", i que el seu germà Conaing mac Aedan va morir ofegat l'any 622.
Eochaid Buide sembla haver continuat l'expansió cap a l'est per tal d'afirmar als seus drets paterns en detriment dels pictes. També se l'anomena Rex Pictorum als Annals d'Ulster quan va morir el 629 després de 20 anys de regnat. Tot i així, no apareix en cap de les llistes de la Crònica Picta.

## Descendència
El Senchus Fer n-Alban atorga a Eochaid Buide vuit fills, tres dels quals van ser els seus successors al tron de Dal Riada:
- Connad Cear[7]

- Domnall Brecc

- Dominall Dond

- Conall Crandomna

- Conall Becc

- feble

- Domangart

- Cu-cen-mathair

Segons el poema irlandès medieval Fled Dúin na nGéd (El banquet de Dún na Géd), també seria l'avi matern de Congal Cáech, rei dels Cruthins del Dál nAraidi, rei de l'Ulster i pretendent al títol d'Ard ri Érenn.